# Liste de sauteurs à ski japonais
Liste de sauteurs à ski japonais :
- Haut – A
- B
- C
- D
- E
- F
- G
- H
- I
- J
- K
- L
- M
- N
- O
- P
- Q
- R
- S
- T
- U
- V
- W
- X
- Y
- Z

## F
- Takashi Fujisawa (° 1943), médaille d'argent sur grand tremplin aux Championnats du monde de ski nordique 1966 à Oslo, Norvège.
- Kazuyoshi Funaki (° 1975), champion du monde en petit tremplin (1999), champion olympique en grand tremplin et par équipe (1998)

## H
- Masahiko Harada (° 1968), champion du monde en petit tremplin (1993), champion olympique par équipe (1998)
- Akira Higashi

## I
- Daiki Itō

## K
- Noriaki Kasai
- Yukio Kasaya (° 1943), champion olympique sur petit tremplin aux Jeux olympiques d'hiver de 1972 à Sapporo (Japon).

## M
- Hideharu Miyahira

## N
- Kazuhiro Nakamura

## O
- Takanobu Okabe (° 1970), champion du monde en petit tremplin (1995)
- Manabu Ono

## S
- Hiroya Saitō (° 1970), champion olympique par équipe (1998)
- Akira Satō (º  1964)

## T
- Shōhei Tochimoto (° 1989), médaille de bronze par équipe aux Championnats du monde de ski nordique 2007 à Sapporo (Japon).

## Y
- Hiroki Yamada
- Naoki Yasuzaki (° 1969),
- Kazuya Yoshioka (° 1978),